# Hervormde kerk (Ihrhove)
De Hervormde kerk (Reformierte Kirche) in het Oost-Friese Ihrhove (Nedersaksen) werd omstreeks 1250 op een warft gebouwd.

## Geschiedenis
Uit archeologisch onderzoek is gebleken dat de stichting van de kerk omstreeks het midden van de 13e eeuw heeft plaatsgevonden. Of er voordien een houten kerkje heeft gestaan is niet meer na te gaan. Rond 1250 werd de oostelijk georiënteerde kerk als rechthoekige zaalkerk met een ingesnoerde oostelijke apsis gebouwd. De consolefries bleef grotendeels bewaard. Ook zijn aan de lengtezijden nog lisenen en de dichtgemetselde romaanse rondboogramen en portalen te herkennen. Zowel aan de noordelijke als aan de zuidelijke kant bezat de kerk een portaal en drie hooggeplaatste ramen. Rond de kerk heeft vroeger mogelijk een zeven meter brede gracht gelopen. Deze gracht werd naar men aanneemt niet voor verdedigingsdoeleinden gegraven, maar vormde mogelijk de begrenzing van het kerkelijke gebied waar kerkasiel gold.
Tot de reformatie in 1530 behoorde de kerk tot de proosdij Leer van het bisdom Münster. In 1572 werd de kerk verbouwd volgens de liturgische voorschriften van de nieuwe protestantse leer. Een steen in de oostelijke muur herinnert aan deze verbouwing, die nog in laatgotische stijl plaatsvond. De oostelijke apsis werd toen gesloopt en het kerkschip aan de westelijke kant drie meter ingekort. De oostelijke muur kreeg twee smalle spitsboogramen.

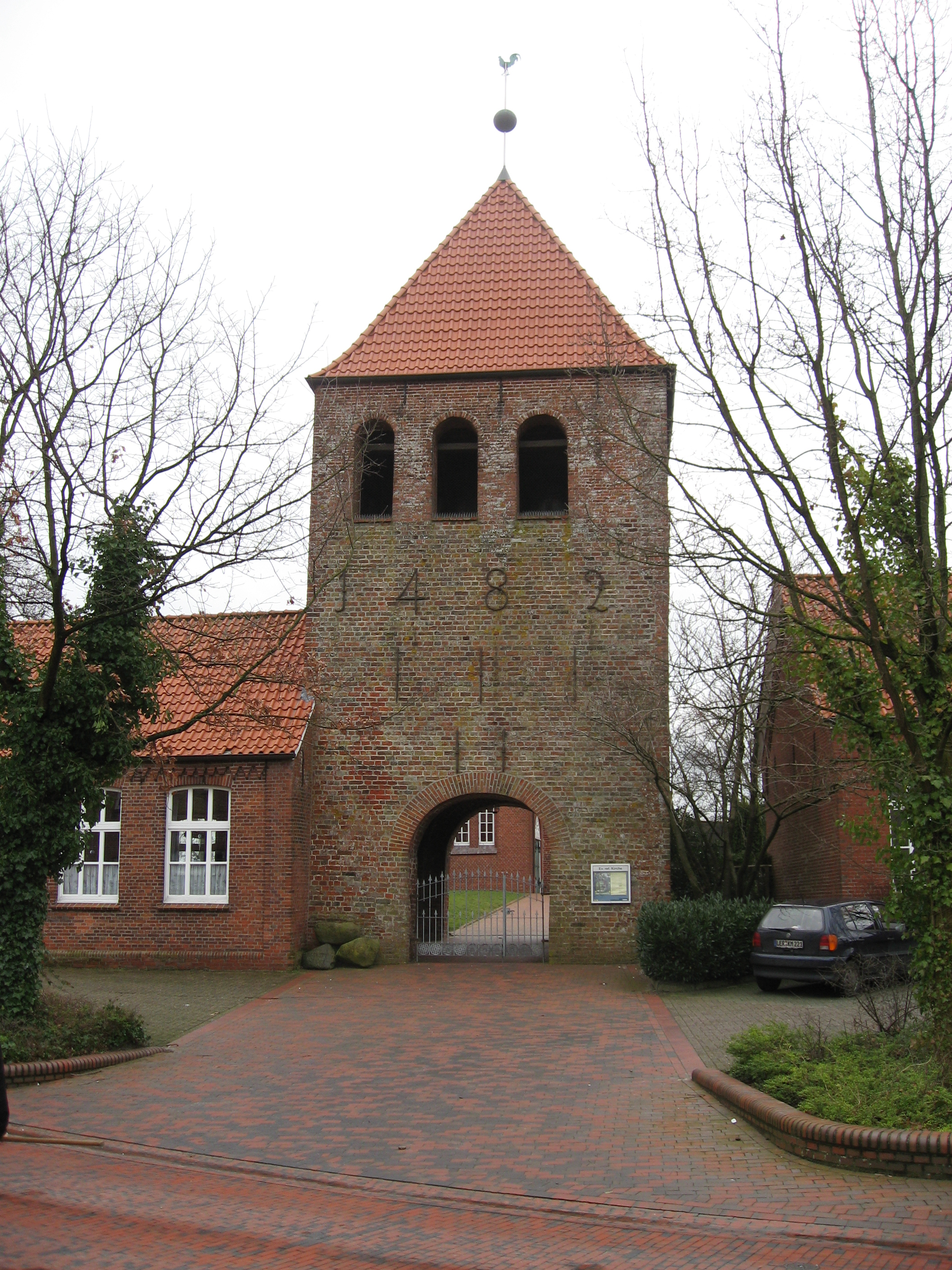
De klokkentoren

In het jaar 1789 verhoogde men de muren van de kerk om een houten tongewelf in te brengen. Tijdens deze verbouwing werd ook grotere rondboogramen doorgebroken: twee in de zuidelijke kant en drie in de noordelijke kant. Bovendien bevinden zich aan de zuidelijke kant drie kleine diepzittende ramen en aan de noordelijke kant één, waarvan de oostelijke ramen hagioscopen betreffen. Net als de romaanse ramen in de lengtemuren werden ook de beide portalen dichtgemetseld.
In 1907 werd in het westen een klein windportaal voor de ingang geplaatst alsmede een kraak gebouwd.
Het laatromaanse kerkje bezat waarschijnlijk geen stenen en hooguit een houten klokkenstoel. De huidige vrijstaande klokkentoren stamt vermoedelijk uit circa 1300. Het jaartal 1482 boven de toegang heeft geen betrekking op het bouwjaar van de toren. Tot de jaren 1950 stond hier het renovatiejaar 1842 aangegeven, maar toen werden de vier en de acht omgedraaid om zo de toren ouder en waardiger te laten zijn. In de doorgang van de toren zijn nog aanzetten te zien van het oorspronkelijke kruisribgewelf, dat in de 17e eeuw door een stenen tunnelgewelf werd vervangen. In de klokkenstoel hangen drie klokken, die allen in 1951 werden gegoten. Links van de klokkentoren bevindt zich in een voormalig schoolgebouw het kerkelijk bureau en rechts van de toren het baarhuis uit 1911.

## Interieur
Het doopvont van Bentheimer zandsteen werd in het begin van de 13e eeuw gemaakt en is daarmee ouder dan het kerkgebouw zelf. Het cilindrische bekken rust op vier gestileerde leeuwen en werd met een fries van plantenornamenten tussen visgraat-banden versierd. Bij renovatiewerkzaamheden werd een schaalvormig wijwaterbekken van graniet uit de katholieke tijd van de kerk ontdekt.
Tot het liturgische vaatwerk behoren een laatgotische kelk, een kan en twee tinnen kistjes uit 1682, een doopkelk uit 1868 en twee schalen en een kan uit recentere tijden. Het is opmerkelijk dat de calvinistische gemeente de laatgotische kelk in de oorspronkelijke staat heeft bewaard.
De barokke eiken kansel uit 1572 heeft gedraaide zuiltjes met houtgesneden guirlandes van planten. In het jaar 1687 werd de kroonluchter geschonken. De kraak werd in het jaar 1907 gebouwd, terwijl de banken uit 1958 stammen.

## Orgel
De gemeente schafte in 1790 voor het eerst een orgel aan. Het huidige orgel werd in 1967 door Alfred Führer gebouwd. Het instrument bezit 16 registers verdeeld over twee manualen en pedaal. In 1990 werden de zandstenen vloer vernieuwd.